# A Mock Marriage
A Mock Marriage è un cortometraggio muto del 1913 diretto da George Nichols. Fu il secondo lavoro dello sceneggiatore Monte M. Katterjohn.

## Produzione
Il film fu prodotto da Siegmund Lubin per la Lubin Manufacturing Company.

## Distribuzione
Distribuito dalla General Film Company, il film - un cortometraggio in una bobina - uscì nelle sale cinematografiche statunitensi il 9 maggio 1913.